# Вила-Нова (футбольный клуб, Нова-Лима)
«Ви́ла-Но́ва» (порт. Villa Nova Atlético Clube) — бразильский футбольный клуб из города Нова-Лима.

## История
Клуб основан 28 июня 1908 года, домашние матчи проводит на стадионе «Кастор Кифуэнтес», вмещающем 15 тыс. зрителей. «Вила-Нова» — пятикратный чемпион штата Минас-Жерайс. «Золотым десятилетием» для «Вилы-Новы» стали 1930-е годы, когда команда завоевала четыре чемпионских титула.
В 1978, 1979 и 1985 годах «Вила-Нова» играла в Серии A. В 2016 году клуб выступал в Серии D Бразилии.

## Достижения
- Чемпион штата Минас-Жерайс (5): 1932, 1933, 1934, 1935, 1951
- Чемпион Бразилии в Серии B (1): 1971